# Park Narodowy Etelä-Konnevesi
Południowy Park Narodowy Konnevesi (fiński: Etelä-Konneveden kansallispuisto) położony jest na fińskim Pojezierzu, na granicy regionów Centralnej Finlandii i Północnej Savonii, w gminach Konnevesi i Rautalampi. Park obejmuje wyspy w południowej części jeziora Konnevesi i rozległy ciągły ciąg lądu stałego na wschodnim brzegu jeziora.
Park narodowy znajduje się na południe od głównej drogi 69 i na północny zachód od autostrady 9. Park można zwiedzać pływając łodzią lub kajakiem przez labirynt wysp, których brzegi to pionowe skalne ściany.  Uniwersytet Jyväskylä posiada Stację Badawczą w Konnevesi. Stacja Badawcza Konnevesi zasłynęła z ekologii eksperymentalnej, zarówno naziemnej, jak i wodnej.